# Peter Artner
Peter Artner (* 20. Mai 1966 in Wien) ist ein ehemaliger österreichischer Fußballspieler.

## Karriere als Spieler
Artner begann seine Profikarriere bei der Austria die ihn 1987 nach einem Leihjahr bei der Vienna im Tausch gegen Manfred Zsak an den Ligakonkurrenten FC Admira/Wacker abgab. In der Südstadt avancierte er daraufhin gleich in seiner Debütsaison zum Nationalspieler. Nach vier Jahren bei der Admira und einen UEFA-Cup-Einzug später wechselte er zum damaligen österreichischen Spitzenklub SV Austria Salzburg. Nach den erfolgreichen drei Jahren mit Meistertiteln, UEFA-Cup-Finale und Champions-League-Einzug wurde das Ausland auf den langmähnigen Österreicher aufmerksam. Artner wechselte zu Hércules Alicante in die spanische Primera Division. Nach der erfolglosen Saison in Spanien führte sein Weg über den italienischen Zweitligisten US Foggia wieder zurück in die Heimat. Seine letzte Saison als Spieler war 2000/01 bei FCN St. Pölten in der österreichischen Ersten Division.
Artner spielte 55 mal im österreichischen Nationalteam und erzielte als defensiver Mittelfeldspieler ein Tor.
Bei der WM 1990 in Italien spielte Artner zweimal und sah beim Spiel Österreichs gegen die USA (3. Gruppenspiel) die rote Karte.

## Artner in der Gegenwart
Derzeit spielt Peter Artner unregelmäßig bei Beachsoccerturnieren mit der österreichischen Beachsoccernationalmannschaft mit.

## Erfolge
- 4 × Österreichischer Meister: 1985, 1986, 1994, 1995
- 3 × Supercup-Sieger: 1989, 1994, 1995,
- 1 × Sieger Wr. Stadthallenturnier: 1989
- 1 × Finale UEFA-Cup: 1994

Teilnahme:
- Fußball-Weltmeisterschaft 1990